# Boboshevo (huyện)
Boboshevo là một huyện thuộc tỉnh Kyustendil, Bungaria. Dân số thời điểm năm 2001 là 3695 người.